# Martin Zeman
Pour les articles homonymes, voir Zeman.
Martin Zeman est un footballeur tchèque né le 28 mars 1989 à Tábor. Il évolue au poste d'ailier gauche au Slovan Liberec.

## Biographie
Avec le club du Sparta Prague, il joue six matchs en Ligue des champions. Lors de la compétition, il inscrit un but face à l'équipe lettonne du Metalurgs Liepaja.
Le 9 juin 2015, il signe un contrat de trois ans avec le club suisse du FC Sion.
En janvier 2019, il signe en faveur du club israélien de l'Hapoël Raanana.
Le 25 février 2020, il s'engage pour six mois en faveur du Slovan Liberec.

## Palmarès
- Sparta Prague
  - Champion de Tchéquie en 2010

- Viktoria Plzeň
  - Champion de Tchéquie en 2013